# 浅黄理紗
浅黄 理紗（あさぎ りさ、1995年4月24日 - ）は、キリンプロ所属の日本の女優。身長は136cm。趣味はお絵描き、手芸、読書。

## 出演歴

### テレビ

#### フジテレビ系列
- 金曜エンタテイメント 離婚カウンセラー轟祥子2

#### テレビ朝日
- スーパー戦隊シリーズ 特捜戦隊デカレンジャー 第7・8話 - 礼紋茉莉花（幼少）役

### ネットドラマ

#### GyaO
- 歌で逢いましょう♪第9話 - 春山明日香役

### 映画
- 童夢

### CM
- ディノス フィリップス・MK
- バンダイ キャラデコ

### スチル
- 砂糖を科学する会